# XXXIII Festival Internacional de Cinema Fantàstic de Catalunya
La XXXIII edició del Sitges Festival Internacional de Cinema de Catalunya (abans, Festival Internacional de Cinema Fantàstic de Sitges) es va organitzar del 6 al 16 d'octubre de 2000. Fou l'última edició del festival dirigida per Roc Villas. Es van projectar un total de 217 pel·lícules, 31 d'elles a les dues seccions oficials. La pel·lícula inaugural fou American Psycho, es va entregar el premi Màquina del Temps a Terry Gilliam i es va crear un nou premi, The General (en honor de Buster Keaton, que fou atorgat per primer cop a Tony Curtis, qui va rebre el premi de mans de Carme Elias i va agrair el premi en català. Es van retre homenatges a Xavier Cugat i Luis Buñuel i s'organitzaren col·loquis amb Alain Tanner i Cecilia Peck, filla de Gregory Peck.
Les projeccions més destacades foren la del biopic Ed Gein i la inquietant Shadow of the Vampire, amb Willem Dafoe i John Malkovich, i es va lloar l'actuació de Sergi López a la pel·lícula francesa Harry, un amic que us estima.

## Pel·lícules projectades

### Secció oficial Fantàstic
- American Psycho de Mary Harron
- Bullfighter de Rune Bendixen
- Cherry Falls de Geoffrey Wright
- Ed Gein de Chuk Parello
- Faust: La revenja és a la sang de Brian Yuzna
- Himitsu de Yojiro Takita
- Hotel Splendide de Terence Gross
- En la foscor del bosc de Lionel Delplanque
- Shadow of the Vampire d'E. Elias Merhige
- Sōseiji (Gemini) de Shinya Tsukamoto
- Citizen Toxie: The Toxic Avenger IV de Lloyd Kaufman
- Seven Days to Live de Sebastian Niemann
- Dead Babies de William Marsh
- Holgi de Günter Knarr
- The Irrefutable Truth about Demons de Glenn Standring

### Secció Gran Angular
- Animal Factory de Steve Buscemi
- Cradle Will Rock de Tim Robbins
- Dones de Judith Colell i Pallarès
- Födelsedagen de Richard Hobert
- Harry, un amic que us estima de Dominik Moll
- Liberty Heights de Barry Levinson
- Memento de Christopher Nolan
- Seom (The Isle) de Kim Ki-duk
- Lola vende cá de Llorenç Soler
- Scènes de crimes de Frédéric Schoendoerffer
- No ploris Germaine d'Alain de Halleux
- Nasty Neighbours de Debbie Isitt
- Split Wide Open de Dev Benegal
- En una terra salvatge de Bill Bennet
- Sabotage! d'Esteban i José Miguel Ibarretxe

### Anima't
- Blood: The Last Vampire de Hiroyuki Kitakubo
- Neon Genesis Evangelion de Hideaki Anno
- Jin-Roh: The Wolf Brigade de Hiroyuki Okiura

### Sessions Especials
- Blade Runner. The Director’s Cut de Ridley Scott
- On the Edge of Blade Runner d'Andrew Abbot
- Following de Christopher Nolan
- Freeze Me de Takashi Ishii
- El fantasma i la senyora Muir de Joseph L. Mankiewicz
- Tauró de Steven Spielberg
- Timecode de Mike Figgis

## Jurat
El jurat internacional era format per Jack Cardiff, Francesc Betriu, Jan Doense, Javier Gurruchaga i Heather Donahue. El jurat Anima't era format per Jordi Costa, Ruth Lingford i Jimmy T. Murakami.

## Premis
Els premis d'aquesta edició foren:
| Secció oficial Fantàstic                        |                       |                                |
| Categoria                                       | Premiat               | Treball                        |
| ----------------------------------------------- | --------------------- | ------------------------------ |
| Premi al millor director                        | Geoffrey Wright       | Cherry Falls                   |
| Premi a la millor pel·lícula                    | Ed Gein               | Chuck Parello                  |
| Menció especial a la pel·lícula                 | Shadow of the Vampire | E. Elias Merhige               |
| Premi a la millor actriu                        | Ryōko Hirosue         | Himitsu                        |
| Premi al millor actor                           | Steve Railsback       | Ed Gein                        |
| Premi al millor guió                            | Hiroshi Saitō         | Himitsu                        |
| Premi a la millor fotografia                    | Gyula Pados           | Hotel Splendide                |
| Premi al millor banda sonora                    | Chu Ishikawa          | Sōseiji                        |
| Premi als millors efectes especials             | Equip d'efectes       | Faust: La revenja és a la sang |
| Premi al millor Curtmetratge                    | Yann Piquer           | Coup de lune                   |
| Premi de la Crítica José Luis Guarner           | Memento               | Christopher Nolan              |
| Premi al millor curtmetratge d'animació         | Ring of Fire          | Andreas Hykade                 |
| Menció especial al curtmetratge d'animació      | In/Dividu             | Nicole Hewitt                  |
| Premi Honorífic Màquina del Temps               | Terry Gilliam         |                                |
| Premi Honorífic The General                     | Tony Curtis           |                                |
| Premi Méliès d'argent                           | En la foscor del bosc | Lionel Delplanque              |
| Premi Ciutadà Kane a la direcció revelació      | Hotel Splendide       | Terence Gross                  |
| Secció oficial Gran Angular                     |                       |                                |
| Premi al millor director                        | Tim Robbins           | Cradle Will Rock               |
| Premi a la millor pel·lícula                    | Cradle Will Rock      | Tim Robbins                    |
| Premi a la millor actriu                        | Mercè Sampietro       | Dones                          |
| Premi al millor actor                           | Willem Dafoe          | Shadow of the Vampire          |
| Premi de l'Audiència al curtmetratge d'animació | Ralph Eggleston       | For the Birds                  |
| Premi Nova Autoria al millor director           | David Gallart         | La escapada                    |